# Grakliani
Grakliani (gruz. გრაკლიანი გორა Grakliani Gora)  je arheološko nalazište u istočnoj Gruziji u blizini Kaspija, koje pokazuje dokaze o ljudskoj prisutnosti vjerojatno 300 000 godina unatrag.

## Nalazište
Nalazište je prvi put identificirano kao mjesto od potencijalne važnosti tijekom 1950-ih, ali tehničke, kadrovske i materijalne mogućnosti nisu dopuštale iskopavanja do 2007. godine.
Mjesto je otkriveno 2007. godine, tijekom radova na proširenju autoceste Tbilisi-Senaki-Leselidze. Istraživanje su proveli studenti i nastavnici s Državnog sveučilišta u Tbilisiju. 2015. godine na oltaru hrama božice plodnosti otkrivena je navodna skripta, koja je prethodila onima koji su prije bili poznati na tom području za najmanje tisuću godina.

## Izgled
Na ovom mjestu nalazi se hram božice plodnosti iz sedmog stoljeća prije Krista, jama groblja iz ranog brončanog doba i ostaci zgrade oko 450. – 350. godine prije Krista; zgrada se sastoji od tri prostorije s tri ostave. Nalazište je bilo naseljeno između eneolitika i kasnohelenističkog razdoblja. Brojni slojevi, od kojih je jedanaest istraženo, pokazuju povijest ljudskog djelovanja u regiji tijekom 300 tisuća godina, od kamenog doba. Tu je i perzijski zoroastrijski oltar, povezan sa skulpturalnim slikama tradicionalne kavkaske religije. U rujnu 2014. arheološko nalazište na planini Grakliani dobilo je službeni status povijesnog spomenika.

## Otkrića
Iskapanjem slojeva otkriveni su artefakti, uključujući dječje igračke, oružje, ikone i farmakološke uređaje. U prva dva mjeseca iskapanja arheolozi su iskopali preko 35 000 komada iz stotina grobnica i ruševina naselja koja datiraju iz osmog stoljeća prije Krista.
Otkriveno je nekoliko zlatnih i brončanih diskova iz šestog stoljeća. Ova otkrića potvrđuju da je ovo društvo poznavalo tehnologiju pozlate i gravure.
Među najznačajnijim artefaktima može se naći tiskarski uređaj iz četvrtog stoljeća pr. Kr. To su bili izuzetno rijetki pečati koji su se koristili za ispis pravosudnih dokumenata; navodno podrijetlom iz Uruka u Mezopotamiji. Još jedno zapaženo otkriće je velika i ukrašena ritualna peć, nezabilježeno otkriće u arheologiji.

### Natpis
Ranije nepoznata skripta otkrivena je odmah ispod srušenog oltara hrama boginji plodnosti iz sedmog stoljeća prije Krista. Ti se natpisi razlikuju od onih u drugim hramovima u Graklianiju, koji prikazuju životinje, ljude ili ukrasne elemente.Pismo nema sličnosti ni s jednom trenutno poznatom abecedom, iako se pretpostavlja da su njezina slova povezana sa starogrčkim i aramejskim. Čini se da je natpis najstarija izvorna abeceda koja je otkrivena u cijeloj regiji Kavkaza, tisuću godina starija od bilo kojeg autohtonog pisma prethodno otkrivenog u toj regiji. Za usporedbu, najranija armenska i gruzijska pisma potječu iz petog stoljeća nove ere, neposredno nakon što su se odgovarajuće kulture prešle u kršćanstvo.
Prema Vahtangu Ličeliju, voditelju Instituta za arheologiju Državnog sveučilišta, "Zapisi na dva oltara hrama zaista su dobro očuvani. Na jednom je oltaru nekoliko slova isklesano u glini, dok je postolje drugog oltara u potpunosti prekriveno spisi." Do otkrića su došli neplaćeni studenti. Nakon što su stipendije za otkrivanje postale dostupne i vlada je udvostručila proračun za istraživanje stranice.

## Važnost za Gruziju
Prema Ličeliju, koji je bio na čelu arheološke ekspedicije, kolektivni nalazi potvrđuju 3 000 godina staro postojanje gruzijske državnosti.  Ministarstvo kulture planira pretvoriti mjesto u muzej na otvorenom.